# Trojans (EP)
Trojans è un EP del gruppo musicale australiano Atlas Genius, pubblicato il 25 febbraio 2013.
Il vinile da 10" dell'EP è stato pubblicato esclusivamente nel Regno Unito in un'edizione limitata di sole 300 copie. Contiene i brani Trojans e Black Seat in un lato e i rispettivi remix nell'altro.

## Tracce
Lato A
1. Trojans – 3:39
2. Back Seat – 3:03

Lato B
1. Trojans (Lenno Remix) – 4:41
2. Back Seat (Goldroom Remix) – 3:51